# Fort Saint-Nicolas (Nouvelle-France)
 (novembre 2023).
Si vous disposez d'ouvrages ou d'articles de référence ou si vous connaissez des sites web de qualité traitant du thème abordé ici, merci de compléter l'article en donnant les références utiles à sa vérifiabilité et en les liant à la section « Notes et références ».
Nicolas Perrot regroupa souvent ses alliés amérindiens contre les Iroquois. En 1685, il fut appointé commandant de La Baye. Il fit construire le fort Saint-Nicolas à l'embouchure de la rivière Wisconsin. Il passa l'hiver froid de 1685-86 au poste de traite sur les escarpement au fort Trempealeau avec les Sioux. Lorsque la glace fondit, Perrot voyagea nord au lac Pépin et ouvrit un échange profitable avec les Sioux, à partir de fort Saint-Antoine. C'est à cet endroit le 8 mai 1689, que Perrot prit la possession formelle des territoires du haut du Mississippi pour la France.

## Historique
- En 1737, un autre fort fut construit à cet endroit appelé Poste Prairie du Chien.
- En 1754, Joseph Marin fit construire un nouveau fort, mais il fut abandonné en 1756 à cause de la guerre de Sept Ans.
- Proche de la ville de Prairie du Chien, on y trouve des ruines de cheminées et de tranchées d'un vieux fort français.